# 宫之奇
宫之奇（？—？），春秋时期虞国大夫。曾举荐百里奚共同参与朝政，主张虞虢联盟的策略。前655年（晋献公二十二年），晋国向虞国假道伐西虢国，虞公受晋国贿赂而答应晋国。宫之奇以“唇亡齿寒”的典故劝谏国君，無奈虞公不听，遂率领妻子族人逃往曹国。

## 生平
宮之奇的事跡主要記載於《左傳·僖公二年》中。
前658年，晋国将“屈产之乘”与“垂棘之璧”送给虞君，请求借道攻打西虢国。宫之奇识破了晋国的阴谋，深知晋献公送良马、宝玉是“将欲取之，必先与之”，故极力劝谏虞公，不能借道给晋军。但虞公贪财好利，接受了晋国的名马宝玉，借道与晋，还请求派兵为晋军充当先头部队。夏天，晋派里克、荀息率军会合虞师攻打西虢国，占领了西虢国的下阳（今山西省平陆县北）。
前655年，晋国又向虞国假道伐虢，宫之奇对虞公说：“虢，虞之表也。虢亡，虞必從之。晉不可啟，寇不可翫”。又说：“虞之与虢，唇之与齿，唇亡则齿寒。”劝说虞公联虢抗晋。虞公不听，再次借道给晋。宫之奇预料虞国将亡，便带领族人离开了虞国，逃难到了曹国。以後事跡不詳。